# Comitato Olimpico Nazionale della Repubblica Islamica dell'Iran
Il Comitato Olimpico Nazionale della Repubblica Islamica di Iran (noto anche come "کمیته ملی المپیک جمهوری اسلامی ایران" in persiano) è un'organizzazione sportiva iraniana, nata nel 1947 a Teheran, Iran.
Rappresenta questa nazione presso il Comitato Olimpico Internazionale (CIO) dal 1947 ed ha lo scopo di curare l'organizzazione ed il potenziamento dello sport in Iran e, in particolare, la preparazione degli atleti iraniani, per consentire loro la partecipazione ai Giochi olimpici. L'associazione è, inoltre, membro del Consiglio Olimpico d'Asia.
L'attuale presidente dell'associazione è Mohammad Aliabadi, mentre la carica di segretario generale è occupata da Bahram Afsharzadeh.